# Estadio Buck Shaw
Buck Shaw Stadium es un estadio multiusos con un aforo para 10 300 espectadores de Santa Clara University en Santa Clara, California. El estadio es actualmente la sede de los equipos de fútbol Santa Clara Broncos y fue también sede de los desaparecidos equipos de Santa Clara de fútbol y béisbol. El equipo de béisbol se trasladó a Stephen Schott Stadium en 2005. Además también se utilizó para partidos de local de los San José Earthquakes de la Major League Soccer desde 2008 hasta 2014. La capacidad del estadio se incrementó en el invierno de 2007 de 6800 a 10 300 asientos. 